# 博维利耶 (约讷省)
博维利耶（法語：Beauvilliers，法語發音：[bovilje]）是法国勃艮第-弗朗什-孔泰大区约讷省的一个市镇，属于阿瓦隆区。

## 地理
博维利耶（47°24'52"N, 4°2'29"E）面积6.21 平方千米，位于法国勃艮第-弗朗什-孔泰大區约讷省，该省份为法国中北部内陆省份，西接卢瓦雷省，西北接塞纳-马恩省，南至涅夫勒省，东临科多尔省，东北与奥布省接壤。
与博维利耶接壤的市镇（或旧市镇、城区）包括：比西耶尔、卡雷莱通布、圣布朗谢、圣莱热沃邦。

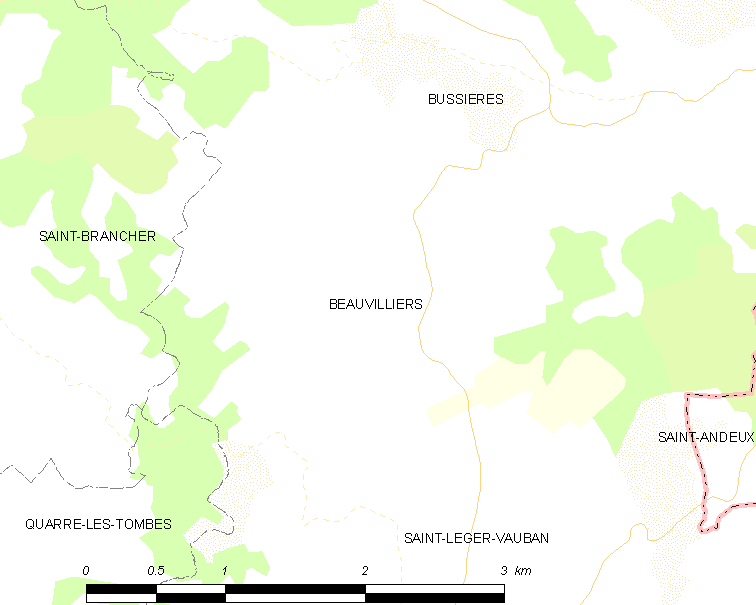
的OSM定位图

博维利耶的时区为UTC+01:00、UTC+02:00（夏令时）。

## 行政
博维利耶的邮政编码为89630，INSEE市镇编码为89032。

## 政治
博维利耶所属的省级选区为阿瓦隆县。

## 人口

1962-2008年间人口变化图示

博维利耶于2022年1月1日时的人口数量为71人。